# Trường Đại học Nông Lâm, Đại học Huế
Trường Đại học Nông Lâm là một đơn vị thành viên của Đại học Huế, được xếp vào nhóm các trường Đại học trọng điểm quốc gia Việt Nam. Trường chuyên đào tạo kỹ sư và cử nhân trong lĩnh vực nông, lâm, ngư nghiệp và phát triển nông thôn ở các bậc cao đẳng, đại học và sau đại học. Đồng thời, đây cũng là trung tâm nghiên cứu khoa học và chuyển giao công nghệ về nông, lâm, ngư nghiệp và phát triển nông thôn, phục vụ cho các tỉnh miền Trung cũng như cả nước.

## Lịch sử và phát triển
- Trường Đại học Nông Lâm Huế được thành lập vào ngày 3 tháng 3 năm 1967, trực thuộc Viện Đại học Huế và đặt tại thành phố Huế.[1]
- Trải qua hơn nửa thế kỷ hình thành và phát triển, trường đã không ngừng mở rộng quy mô đào tạo, trở thành trung tâm đào tạo, nghiên cứu và chuyển giao khoa học công nghệ hàng đầu trong lĩnh vực nông, lâm, ngư nghiệp của miền Trung và cả nước.[1]
- Trong suốt chặng đường phát triển, Trường đã đào tạo gần 35.000 kỹ sư, thạc sĩ và tiến sĩ, cung cấp nguồn nhân lực chất lượng cao phục vụ sự nghiệp phát triển nông thôn, nông nghiệp Việt Nam.[2] Trường không chỉ tập trung đào tạo lý thuyết mà còn chú trọng thực hành, hợp tác với nhiều địa phương và doanh nghiệp để nâng cao kỹ năng cho sinh viên.[3] Bên cạnh đó, Trường cũng phát triển hợp tác quốc tế, thiết lập nhiều dự án và chương trình nghiên cứu với các trường đại học và tổ chức trên thế giới.[1] Để đáp ứng nhu cầu đổi mới giáo dục, Trường đã không ngừng nâng cao chất lượng đào tạo, cập nhật chương trình học phù hợp với xu thế phát triển của ngành nông nghiệp và kinh tế nông thôn.[3]
- Hiện nay, Trường Đại học Nông Lâm Huế đang tiếp tục phát triển, đóng góp quan trọng vào sự nghiệp công nghiệp hóa, hiện đại hóa nông nghiệp và phát triển nông thôn.[1] Năm 2022, Trường long trọng kỷ niệm 55 năm thành lập, ghi dấu những đóng góp to lớn cho sự phát triển bền vững của đất nước.[3]

## Đội ngũ giảng viên và quy mô đào tạo
Trường hiện có 450 cán bộ viên chức, trong đó có 290 cán bộ là giảng viên. Trường hiện đang có 81 tiến sĩ và 195 thạc sĩ thuộc các chuyên ngành khoa học nông nghiệp, khoa học vật nuôi, thủy sản, lâm nghiệp, kỹ thuật cơ khí, kỹ thuật công trình, kỹ thuật cơ điện tử, công nghệ sau thu hoạch, công nghệ thực phẩm, kỹ thuật môi trường, quản lý đất đai, khuyến nông, phát triển nông thôn. Thống kê đến đầu năm 2015, trường Đại học Nông Lâm Huế có 32 Giáo sư, Phó Giáo sư, 76 giảng viên cao cấp và giảng viên chính. Tỉ lệ giảng viên có trình độ sau đại học chiếm 95,17% tổng số cán bộ giảng dạy toàn trường (số liệu tính đến tháng 3 năm 2015).

## Chất lượng đào tạo

### Bảng xếp hạng
Theo bảng xếp hạng Quacquarelli Symonds (QS) 2017 thì hệ thống đại học Đại học Huế nằm trong nhóm 351 - 400 đại học tốt nhất châu Á. Theo bảng xếp hạng uniRank năm 2018, hệ thống đại học Đại học Huế đứng thứ 16 tại Việt Nam. Còn theo bảng xếp hạng Webometrics năm 2018, hệ thống đại học Đại học Huế đứng thứ 13 tại Việt Nam.

## Các loại hình đào tạo
| STT | Ngành đào tạo                                        | Tiến sĩ | Thạc sĩ | Đại học chính quy | Đại học phi chính quy | Cao đẳng |
| --- | ---------------------------------------------------- | ------- | ------- | ----------------- | --------------------- | -------- |
| 1   | Khoa học cây trồng                                   | X       | X       | X                 | X                     | X        |
| 2   | Bảo vệ thực vật                                      | x       | X       | X                 | X                     |          |
| 3   | Nông học                                             |         |         | X                 | X                     |          |
| 4   | Công nghệ rau hoa quả và cảnh quan                   |         |         | X                 |                       |          |
| 5   | Chăn nuôi động vật                                   | X       | X       | X                 | X                     | X        |
| 6   | Thú y                                                |         | X       | X                 | X                     | X        |
| 7   | Nuôi trồng thủy sản                                  |         | X       | X                 | X                     | X        |
| 8   | Ngư y                                                |         |         | X                 |                       |          |
| 9   | Lâm nghiệp                                           |         |         | X                 | X                     |          |
| 10  | Quản lý tài nguyên rừng và môi trường                |         |         | X                 |                       |          |
| 11  | Chế biến lâm sản                                     |         |         | X                 |                       |          |
| 12  | Công nghiệp và công trình nông thôn                  |         |         | X                 | X                     | X        |
| 13  | Cơ khí bảo quản và chế biến nông sản                 |         |         | X                 |                       |          |
| 14  | Công nghệ sau thu hoạch                              |         |         | X                 |                       |          |
| 15  | Quản lý đất đai                                      |         |         | X                 | X                     | X        |
| 16  | Khuyến nông                                          |         |         | X                 |                       |          |
| 17  | Công nghệ thực phẩm Food Technology                  | X       | X       | X                 |                       |          |
| 18  | Đảm bảo chất lượng và an toàn thực phẩm              |         |         | X                 |                       |          |
| 19  | Khoa học đất                                         |         | X       | X                 |                       |          |
| 20  | Quản lý thị trường bất động sản                      |         |         | X                 |                       |          |
| 21  | Phát triển nông thôn                                 |         | X       | X                 |                       |          |
| 22  | Quản lý Môi trường và Nguồn lợi thủy sản             |         |         | X                 |                       |          |
| 23  | Lâm học                                              |         | X       |                   |                       |          |
| 24  | Kỹ thuật máy và thiết bị cơ giới hóa Nông-Lâm nghiệp |         | X       |                   |                       |          |

## Tổ chức hiện nay
| Lãnh đạo đương nhiệm                           |
| ---------------------------------------------- |
| Hiệu trưởng: PGS.TS. Trần Thanh Đức            |
| Phó hiệu trưởng: PGS.TS. Lê Đình Phùng         |
|                                                |
| Hiệu trưởng qua các thời kỳ (từ 1989 đến 2014) |
| NGND.GS.TS. Võ Hùng                            |
| PGS.TS. Lê Khắc Huy                            |
| PGS.TS. Trần Văn Minh                          |
| PGS.TS. Nguyễn Minh Hiếu                       |
| PGS.TS. Lê Văn An                              |

### Phòng chức năng
1. Phòng Tổ chức-Hành chính
2. Phòng Đào tạo đại học
3. Phòng Công tác sinh viên
4. Phòng Đào tạo Sau đại học
5. Phòng Khoa học công nghệ - Hợp tác quốc tế
6. Phòng Kế hoạch - tài chính
7. Phòng Khảo thí và đảm bảo chất lượng giáo dục
8. Phòng Cơ sở vật chất
9. Trung tâm thông tin - thư viện

### Các khoa - Bộ môn
1. Khoa nông học
Trưởng khoaGS.TS. Trần Đăng Hòa
Phó trưởng khoaPGS.TS. Trần Thị Thu Hà (Phụ trách khoa học), PGS.TS. Lê Như Cương (Phụ trách đào tạo và sinh viên)
| Bộ môn | Website        | Facebook              | Email                     | Điện thoại    |
| --- | -------------- | --------------------- | ------------------------- | ------------- |
| 1. Di truyền - Giống cây trồng 2. Sinh lý - Sinh hóa thực vật 3. Bảo vệ thực vật 4. Cây trồng 5. Hoa viên cây cảnh 6. Nông hóa - Thổ nhưỡng | nh.huaf.edu.vn | Facebook 1 Facebook 2 | khoa-nong-hoc@huaf.edu.vn | 0234 352 5544 |

2. Khoa chăn nuôi thú y
| Bộ môn | Website | Facebook | Email | Điện thoại |
| --- | ------- | -------- | ----- | ---------- |
| 1. Sinh lý giải phẫu 2. Sinh hóa thức ăn 3. Di truyền giống gia súc 4. Chăn nuôi chuyên khoa 5. Ký sinh truyền nhiễm 6. Thú y học lâm sàng 7. Phòng thí nghiệm trung tâm 8. Bệnh xá thú y 9. Trung tâm thực hành thí nghiệm Chăn nuôi - Thủy An |         |          |       |            |

3. Khoa cơ khí - công nghệ
| Bộ môn | Website | Facebook | Email | Điện thoại |
| --- | ------- | -------- | ----- | ---------- |
| 1. Kỹ thuật cơ khí 2. Kỹ thuật công trình 3. Kỹ thuật điều khiển và tự động hóa 4. Công nghệ thực phẩm 5. Công nghệ sau thu hoạch 6. Quản lý chất lượng thực phẩm |         |          |       |            |

4. Khoa lâm nghiệp
| Bộ môn | Website | Facebook | Email | Điện thoại |
| --- | ------- | -------- | ----- | ---------- |
| 1. Lâm sinh 2. Quản lý TNR & MT 3. Lâm nghiệp xã hội 4. Chế biến lâm sản 5. Điều tra quy hoạch rừng 6. Trung tâm thực hành thí nghiệm Lâm nghiệp - Hương Vân 7. Trung tâm bảo tồn đa dạng tài nguyên rừng ở miền Trung Việt Nam |         |          |       |            |

5. Khoa thủy sản
| Bộ môn | Website        | Facebook                        | Email | Điện thoại |
| --- | -------------- | ------------------------------- | ----- | ---------- |
| 1. Cơ sở thủy sản 2. Nuôi trồng thủy sản 3. Bệnh thủy sản 4. Quản lý môi trường và bảo vệ nguồn lợi thủy sản 5. Trung tâm nghiên cứu và phát triển thủy sản miền Trung 6. Trung tâm nghiên cứu thực hành thí nghiệm Thủy sản - Phú Thuận | ts.huaf.edu.vn | Fanpage Facebook Group Facebook |       |            |

6. Khoa tài nguyên đất & môi trường nông nghiệp
| Bộ môn | Website | Facebook | Email | Điện thoại |
| --- | ------- | -------- | ----- | ---------- |
| 1. Khoa học đất và môi trường 2. Công nghệ quản lý đất đai 3. Quy hoạch và Kinh tế đất 4. Trung tâm tư vấn quản lý tài nguyên đất và môi trường nông thôn |         |          |       |            |

7. Khoa khuyến nông và phát triển nông thôn
| Bộ môn                                                                              | Website | Facebook | Email | Điện thoại |
| ----------------------------------------------------------------------------------- | ------- | -------- | ----- | ---------- |
| 1. Hệ thống nông nghiệp 2. Khuyến nông 3. Phát triển nông thôn 4. Kinh tế nông thôn |         |          |       |            |

8. Khoa cơ bản
| Bộ môn                                       | Website | Facebook | Email | Điện thoại |
| -------------------------------------------- | ------- | -------- | ----- | ---------- |
| 1. Sinh học 2. Vật lý 3. Toán tin 4. Hóa học |         |          |       |            |

### Trung tâm trực thuộc
- TT Nghiên cứu khoa học và phát triển công nghệ Nông Lâm nghiệp
- TT Phát triển nông thôn miền Trung (http://www.crdvietnam.org/)
- TT nghiên cứu biến đổi khí hậu miền Trung